# Koppe sumba
Espèce
Koppe sumba est une espèce d'araignées aranéomorphes de la famille des Liocranidae.

## Distribution
Cette espèce est endémique de l'île de Sumba dans les Petites îles de la Sonde en Indonésie,.

## Description
Le mâle holotype mesure 3,10 mm et la femelle paratype 3,25 mm.

## Étymologie
Son nom d'espèce lui a été donné en référence au lieu de sa découverte, Sumba.

## Publication originale
- Deeleman-Reinhold, 2001 : Forest spiders of South East Asia: with a revision of the sac and ground spiders (Araneae: Clubionidae, Corinnidae, Liocranidae, Gnaphosidae, Prodidomidae and Trochanterriidae. Brill, Leiden, p. 1-591.